# Milun

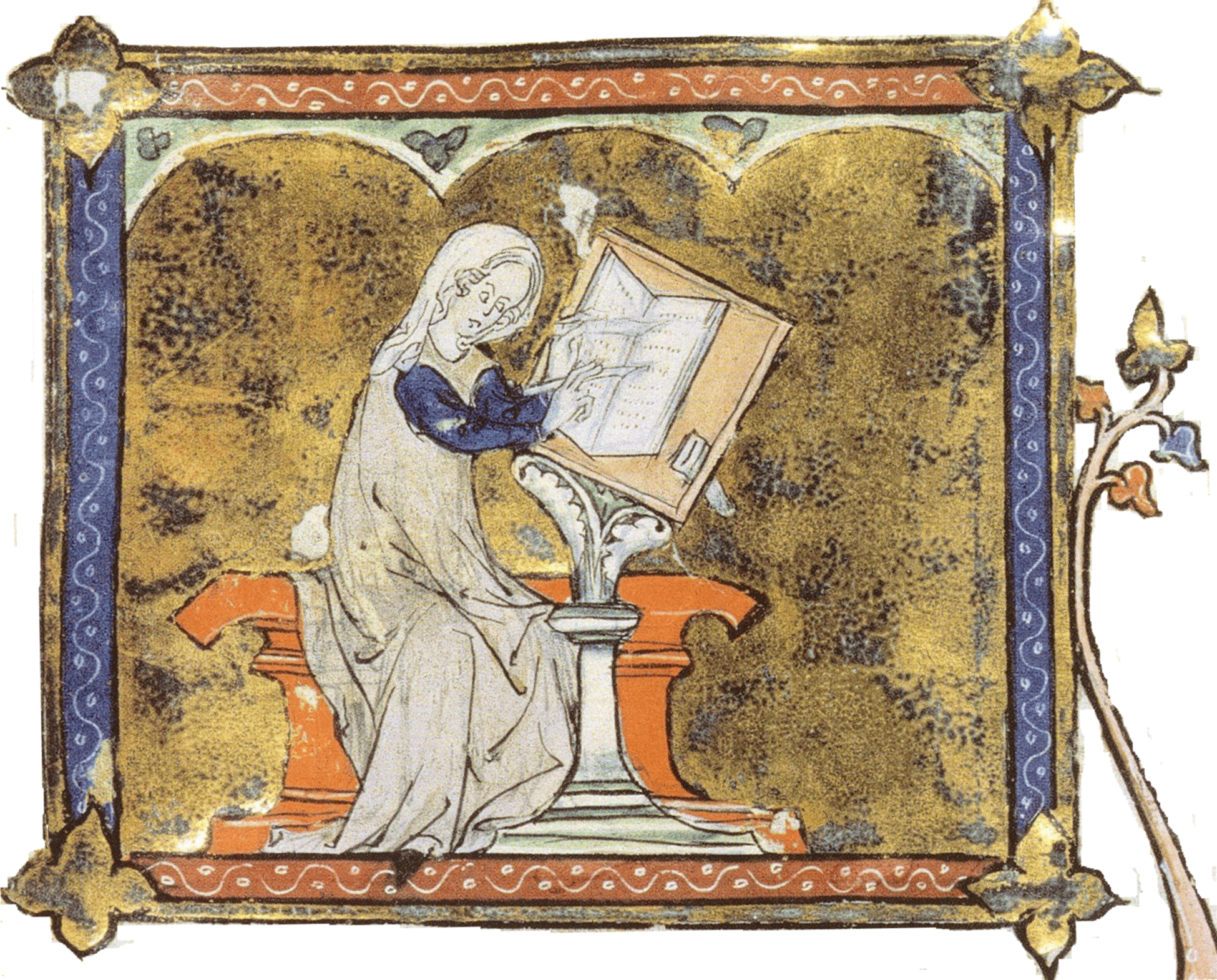
Enluminure représentant Marie de France, Paris, BnF, Bibliothèque de l'Arsenal, Ms. 3142, 256.

Milon, souvent traduit par « Milon », est un lai breton écrit par Marie de France dans le cours du XIIe siècle. C'est le neuvième du recueil des Lais de Marie de France.

## Résumé
L'histoire se déroule au pays de Galles.  Milon est un grand chevalier, dont la renommée est immense. Il tombe amoureux de la fille d'un baron, qui tombe amoureuse de lui en retour. Il lui fait passer un anneau d'or, en signe d'amour. Ils se rencontrent à de nombreuses reprises, si bien que la jeune fille tombe enceinte. Comme ils ne sont pas mariés, ils décident d'envoyer l'enfant chez une sœur de la fille, qui vit dans le Northumberland. L'anneau d'or est suspendu au cou de l'enfant, accompagné d'une lettre que l'enfant devra lire lorsqu'il deviendra adulte. La sœur s'occupe très bien de l'enfant. Milon part guerroyer à l'étranger mais, pendant ce temps, le père de la fille lui cherche un mari ; or, un mariage pourrait révéler la non-virginité de la fille et lui faire perdre son honneur. C'est au jour des noces que Milon revient de la guerre. Il envoie à son amante une lettre avec un cygne qu'il apprécie. Elle réussit à lui répondre en renvoyant le cygne. Pendant vingt ans, ils communiquent ainsi, grâce à l'intermédiaire du cygne. Leur fils, devenu adulte, apprend son origine et décide de partir à l'étranger pour éprouver sa valeur à la guerre et aux tournois. Il y devient rapidement le plus renommé. Milon, ayant appris l'arrivée de ce jeune chevalier renommé, et ne sachant pas que c'est son fils, traverse la mer pour aller le combattre. Ils se rencontrent à un tournoi au mont Saint Michel. Le fils met Milon à terre lors de leur joute. Lorsqu'il se relève, il reconnaît l'anneau autour du cou du jeune chevalier. Les deux se reconnaissent pour père et fils. Ils retraversent tous deux la mer et, arrivant chez l'amante de Milon, ils apprennent la mort du mari de celle-ci. Sans prendre conseil de quiconque, Milon et son amante se marient, en présence du fils.

## Analyse
Milon est le seul personnage du lai à être nommé. En vieux breton, Milon signifie « jaune ». Le nom pourrait aussi provenir du latin miles, qui signifie « soldat ». 
L'histoire se situe au pays de Galles, et au vers 185 est évoqué « Karlïon » (aujourd'hui Caerleon), ville près de laquelle on trouve effectivement des cygnes en abondance, ce qui prouve que Marie connaissait bien cette région.
Les évocations des contrées où Milon est célèbre, ainsi que des nationalités présentes au tournoi final, sont empruntés aux listes données dans le Roman de Brut de Wace.